# 日本煙草產業

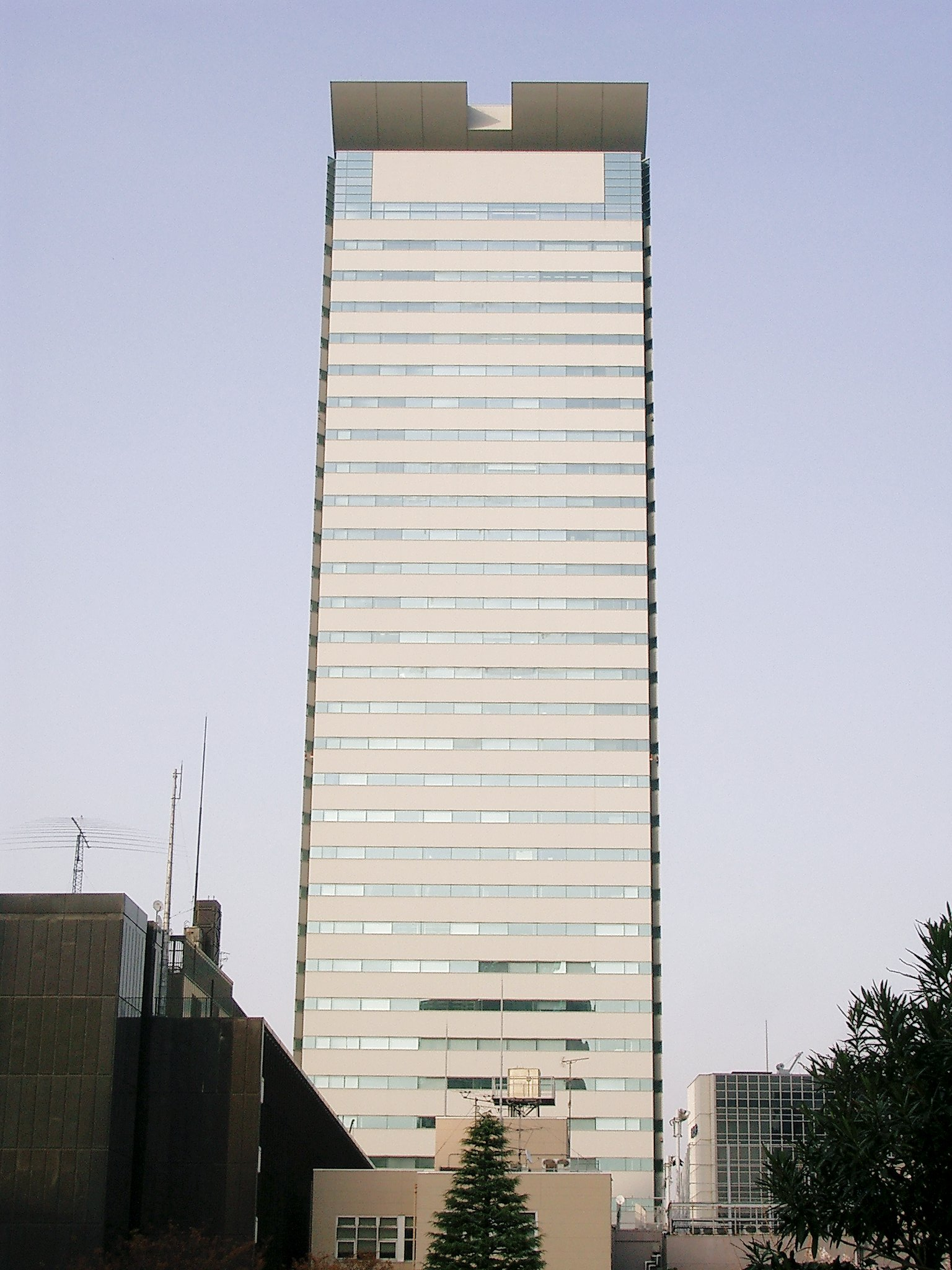
日本煙草總部所在地：JT大樓

日本煙草產業株式會社（日語：日本たばこ産業株式会社），簡稱JT，是日本最大的煙草製造企業，為日經225指數成份股之一。在台灣的子公司為傑太日煙國際股份有限公司。

## 歷史
JT的前身為大藏省專賣局，設立於1898年（明治31年）1月1日，從事煙草專賣。1949年6月1日，專賣局自大藏省分離，改制成為特殊法人——日本專賣公社。1985年4月1日，再改制成為日本煙草產業，屬於國有企業。直至2004年6月底，日本財務省持有50%股權。
日本煙草在1999年收購美國雷諾煙草海外銷售部門後，於瑞士日內瓦成立日本煙草國際，為日本煙草海外事業的分支機構，並於美國抓緊國際產品、市場及銷售煙草品牌商機。主要在美國以外售賣煙草品牌，包括駱駝牌香煙、沙龍牌香煙、 以及雲絲頓香煙等。2014年，日本煙草國際佔日本煙草集團煙草總銷售量的79%。
除了煙草業務外，日本煙草還有食品、製藥、農業、工程及房地產等。2007年4月，日本煙草完成最大宗日資企業海外兼購活動，全面收購加拉赫集團股份有限公司。
2013年2月25日，日本財務省公布將於2013年3月減持最多3.333億股日本煙草股份，以2013年2月25日收市價2,901日圓計，約值9,670億日圓，為當地三年以來最大集資活動，以協助政府填補地震災後重建相關開支。按計劃，日本煙草於2月27日至3月8日期間，回購最多1.18億股，餘下會向公眾出售，將於3月11至13日定價。
2017年阿斯塔納世界博覽會召開期間，日本煙草贊助日本館的建設及營運。

## 市場
日本煙草控制日本66.4%市場。

## 品牌

### 旗艦品牌
- 駱駝香煙
- 萬事發（七星）
- 沙龍香煙
- 雲絲頓香煙

### 其他品牌
- Amadis
- Arsenal
- Aspen
- Belomorkanal
- Cabin
- Caster
- Club
- Contessa
- Crescent & Star
- Doral
- Dorchester
- Embassy
- Export A
- Frontier
- Genghis Khan
- Gold Coast
- hi-lite
- Islands
- Kosmos
- Luch
- Lviv
- MacDonald
- Magna
- Mercedes
- Mi-Ne
- Monte Carlo
- More
- Nasha Prima
- Nevskie
- North Star
- Now
- Overstolz
- Peace
- Peter 1
- Premier
- Prima
- Russian Style
- Seven Stars
- Slavia
- Sportsman
- St. Michel
- Sweet Menthol
- Vantage
- Wave
- Winchester
- Wings
- 聖羅爾
- 峰香煙

- LD

## 外部連結
- JT官方網站 （页面存档备份，存于）（日語）
- Tobacco and Salt Museum at Google Cultural Institute （页面存档备份，存于）